# أحمد جريد
أحمد جريد هو رسام وفيلسوف مغربي. ولد عام 1954. ينتمي إلى الجيل الثالث من الفنانين الرسامين المغاربة. يعيش ويعمل في مدينة بنسليمان. تبنى مقاربة فلسفية وروحانية في إبداعه الفني.

## سيرته الذاتية
ابتدأ مساره الدراسي والتعليمي في مدرسة قرآنية.
بعد إنهائه الدراسة الثانوية، درس الفلسفة وعلم النفس. صار أستاذا في مركز تكوين المعلمين في عام 1981، ثم أستاذا للفلسفة في عام 1985. بعد ذلك، صار أستاذا في مدرسة الفنون الجميلة في الدار البيضاء في عام 1998.
هو أيضا الرئيس المساعد للجمعية المغربية للفن التشكيلي. في عام 1998، عُين مستشارا في وزارة الثقافة المغربية.

## مهامه
احتل أحمد جريد منذ عام 2013 منصب الأمين العام لاتحاد الفنانين التشكيليين العرب، والذي مقره الكويت.

## الفن والصوفية
أحمد جريد فنان عاش تجربة التصوف في معناها الحقيقي...

## معارضه الفردية

غلاف أعداد سلسلة المعاجم الموحدة الصادرة عن مكتب تنسيق التعريب في الرباط، بدءاً من العدد 39، هي من تصميم جريد.

- 1987 : معرضه الأول الفردي في رواق منار داوليز في الدار البيضاء.
- 1998 : في رواز هارمونيا في الدار البيضاء.
- 1990 : في رواق القصر البلدي في أكادير.
- وغيرها.

## وصلات خارجية
- الفنان أحمد جريد ضيف برنامج قضية الأسبوع